# 北九州市立大里柳小学校
北九州市立大里柳小学校（きたきゅうしゅうしりつ だいりやなぎしょうがっこう）は、福岡県北九州市門司区不老町二丁目にある公立小学校。

## 沿革
（沿革節の主要な出典は旧当校公式サイトより）
- 1873年（明治6年） - 大里番所跡（大里本町一丁目海岸）に大里学校を開校する。
- 1874年（明治7年） - 日成小学校と校名を改める。
- 1884年（明治17年） - 大里小学校と校名を改める。
- 1886年（明治19年） - 大里尋常小学校と校名を改める。
- 1888年（明治21年） - 馬寄小学校の簡易科を加え、柳浦尋常小学校と校名を改める。
- 1904年（明治37年） - 高等科（現在の中学校1・2年生）をつくり8学級となる。柳浦尋常高等小学校と校名を改める。
- 1908年（明治41年） - 大里尋常高等小学校と校名を改める。
- 1923年（大正12年） - 大里町と門司市が合併し、門司市大里尋常高等小学校と校名を改める。
- 1930年（昭和5年） - 校歌制定（作詞：鍵本有次郎、作曲：山内常光[2]）。
- 1941年（昭和16年）4月1日 - 大里柳国民学校と校名を改める。
- 1947年（昭和22年）4月1日 - 門司市立大里柳小学校と校名を改める。
- 1956年（昭和31年） - 大里戸ノ上5395月3番地に校舎が建てられる。
- 1960年（昭和35年） - 新たに校歌制定（作詞：老川潮、作曲：大西真美[2]）。
- 1963年（昭和38年） - 北九州市発足にともない、北九州市立大里柳小学校と校名を改める。
- 1973年（昭和48年） - 創立100周年記念式典を挙行、新たに校歌制定（作詞：谷口廣保、作曲：上田豊[2]）。
- 2011年（平成23年）9月1日 - 校舎の解体に伴い、仮設校舎の使用を開始。
- 2014年（平成26年）4月 - 新たに造られた校舎の使用の開始。

## 交通
- JR九州門司駅より徒歩15分

## 学校周辺
- 豊国学園高等学校
- 北九州市立門司球場